# 銭形平次 (曲)
「銭形平次」（ぜにがたへいじ）は、1966年5月にリリースされた舟木一夫の38枚目のシングル。
A面曲は「敦盛哀歌」（あつもりあいか）だったが、二つ折りで両曲のダブルジャケットとなっており、事実上は「銭形平次」との両A面扱いだった。

## 解説
大川橋蔵主演の『銭形平次』（フジテレビ）の主題歌として使用された。時期によってアレンジが異なる。
- 第1話（1966年）から第364話（1973年）までと、第417話（1974年）から第571話（1977年）までは阿部皓哉が担当。なお、第520話（1976年）から第571話までは、519話までのタイトルバックのBGMをイントロに据えてエレキギターを多用したジャズ調のバージョンが使用された。
- 第365話（1973年）から第416話（1974年）まで山路進一が担当。メロディはオリジナルに準じている。
- 第572話（1977年）から第886話（1984年）まで津島利章の編曲。テンポの速い、現代的な曲調となった。
- 最終回の第888話（1984年）では、オリジナルのフルサイズが使用された。

A面曲の「敦盛哀歌」（あつもりあいか）は、1966年のNHK大河ドラマ『源義経』で舟木が平敦盛役を演じたことに因んで企画され、同作の脚本を手がけた村上元三が自ら作詞したものだった。また村上にとっては初の歌謡曲の作詞であった。
1978年4月には、「歌謡舞踊シリーズ」として、「敦盛哀歌」の振付を同梱したものが再発売された。

## 収録曲
1. 敦盛哀歌（4分7秒）
作詞：村上元三／作曲：古賀政男／編曲：安藤実親
2. 銭形平次（2分55秒）
作詞：関沢新一／作曲・編曲：安藤実親

## カバー
北大路欣也
テレビ時代劇『銭形平次』（北大路欣也版）主題歌。津島利章による編曲。
1991年7月25日、徳間ジャパンコミュニケーションズより発売された。
チームZ
『びっくりぱちんこ 銭形平次 with チームZ オリジナル・サウンドトラック』収録。
福山雅治
『魂リク』収録。

## 備考
舟木は、『銭形平次』に俳優として出演している。
- 第3話「謎の夫婦雛」（1966年）
- 映画版（1967年）
- 第192話「春の風来坊」（1970年）
- 第233話「恋文悲願」（1970年）
- 第271話「虚無僧絵図」（1971年）
- 第323話「その名は呼べない」（1972年）
- 第394話「上州無宿鉄次郎」（1973年）
- 第888話（最終話）「ああ十手ひとすじ!!八百八十八番大手柄」（1984年）

なお、第394話以外の主題歌は阿部皓哉が編曲している。
清水ミチコの持ちネタに、本曲と『水戸黄門』の主題歌「ああ人生に涙あり」を同時に演奏するというものがある。